# Malene Marquard
Malene Marquard Olsen (født 2. februar 1983) er en dansk forhenværende fodboldspiller. Hun spillede senest i Brøndby IF i Elitedivisionen og har spillet 14 kampe for Danmarks kvindefodboldlandshold.
Hun er uddannet sygeplejerske, og arbejder som operationssygeplejerske på ortopædkirurgisk afdeling på Rigshospitalet. I 2016 blev hun tilknyttet TV 2 som fodboldekspert.

## Karriere

### Klub
Malene Marquard startede sin klubkarriere i Hedehusene IK. Pr. september 2012, havde hun spillet næstflest kampe for Brøndbys kvindehold med 247 kampe. Kun Mia Brogaard havde spillet flere, med 327 kampe.
I 2009 spillede hun for den svenske klub Tyresö FF, mens hun arbejdede i Stockholm som sygeplejerske.

### Landshold
Marquard fik sin debut for Danmarks kvindefodboldlandshold på seniorniveau i februar 2003 i et 4–0 nederlag til Norge på La Manga Club. I oktober 2011 blev hun genindkaldt til landsholdet efter en pause på fem år, til EM-kvalifikationskampene mod Østrig. Hun blev af landstræner Kenneth Heiner-Møller udtaget til truppen til EM i fodbold 2013.